# Rio delle Terese
Le rio delle Terese (en vénitien rio de le Terese; canal des Thérèses) est un canal de Venise dans le sestiere de Dorsoduro.

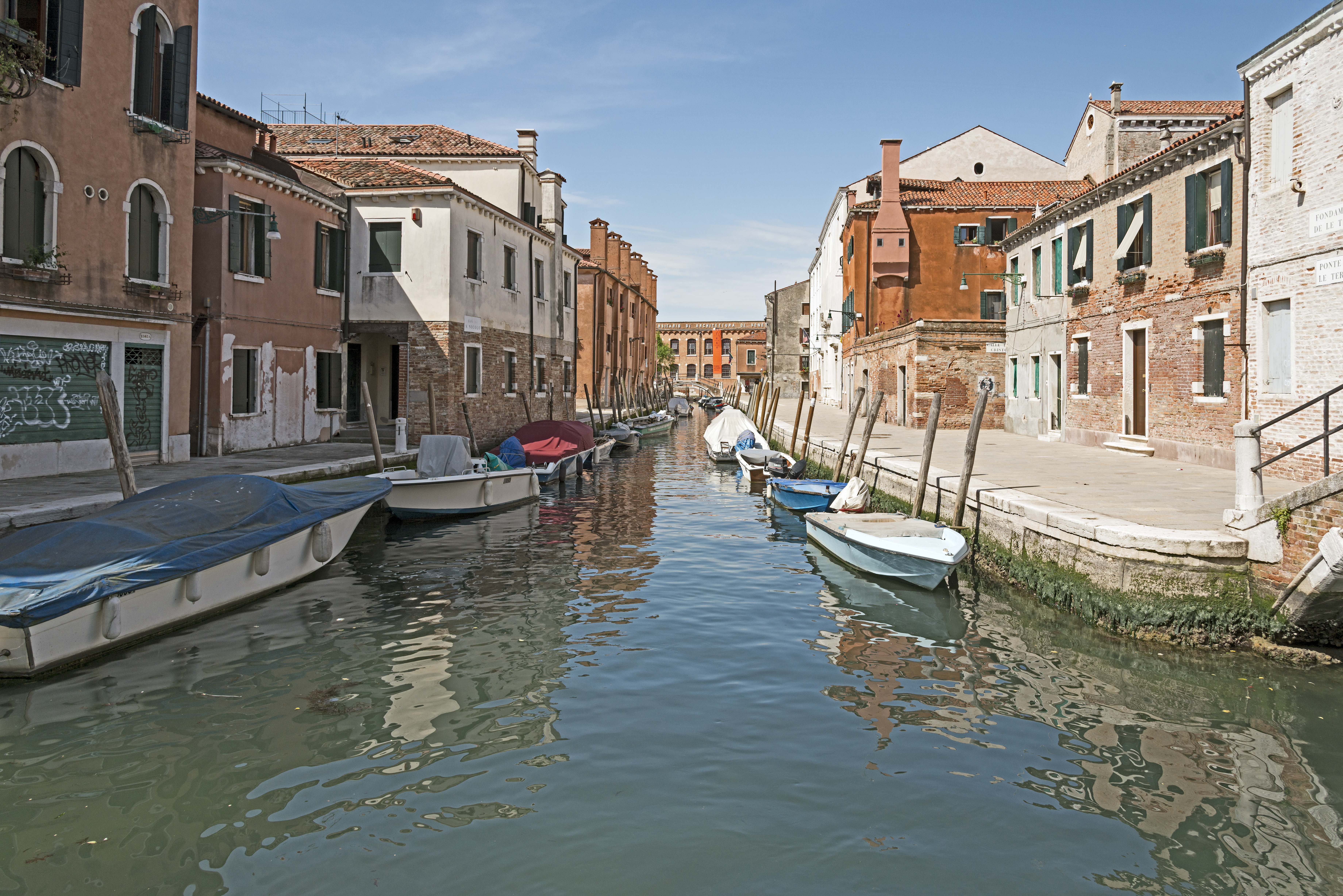
Rio delle Terese

## Description
Le rio delle Terese a une longueur d'environ 220 mètres. Il raccorde le rio di San Nicolo' dei Mendicoli vers le nord-est au rio dell'Arzere, au-delà du pont éponyme.

## Toponymie
Maria, filleule de Maddalena Poli et Luigi Ferrazzo, orpheline de parents morts dans la peste de 1630, passa toute sa vie spirituelle sous le carmelite Bonaventura Pinzoni et acheta vers 1647 un local qui fut auparavant le siège des Rifirmati, pour le convertir avec l'église proche en couvent de Carmélites, s'appelant communément les Terese. Elle soumit en 1648 les édifices au patronage du doge. Ferrazzo partit fonder d'autres cloîtres à Padoue, Vicence et Vérone et mourut en 1668, alors que le monastère des Terese et l'église agrandie selon le dessin d' Andrea Cominelli furent achevés. Ses disciples y restèrent jusqu'en 1810. En 1811, le local fut converti en orphelinat, annexe à l'église. Cette église est maintenant déconsacrée.

### Rielo de la Stua
Jadis, un petit canal raccordait le Rio delle Terese au Rio di San Nicolo' dei Mendicoli : le rielo de la Stua. Il avait des quais sur ses deux rives, reliés au sud par le ponte de la Stua. Ce rielo fut enfoui en 1830, donnant vie au rio terà Rielo ou Rielo.
La stua ou stufa  (poêle) était un lieu où des stueri (stufaiuoli), sortes de pédicures guérissaient les ongles des pieds et coupaient les cors, car il y avait toujours de l'eau chaude dans un long caldano (brasier). Il est toutefois probable  que les stufaiuoli pratiquaient la médecine par l'eau chaude dans un environnement ressemblant au bain turc. Les stueri s'unirent d'ailleurs à la scuola des chirurgiens.

## Situation et lieux remarquables
Ce rio longe :
- la fondamenta de la Terese sur son flanc nord ;
- la fondamenta Tron sur son flanc sud ;
- l'Église San Nicolò dei Mendicoli ;
- l'Église Santa Teresa ;
- le ponte de l'Arzere, marquant la limite avec ce dernier rio.

### Ponts
Ce rio est traversé par deux ponts (d'ouest en est) :

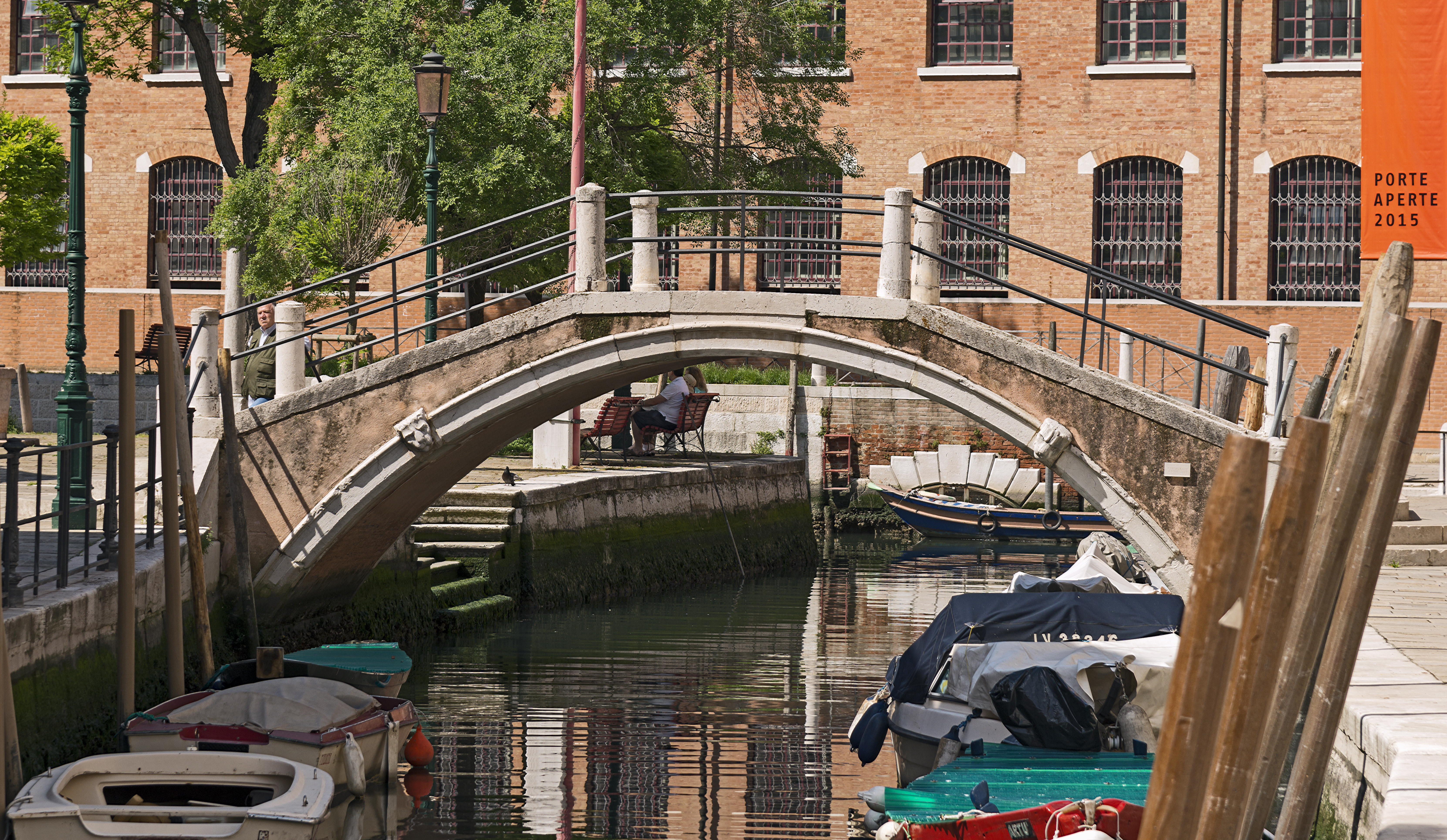
ponte San Nicolò reliant la Fondamenta de le Terese à l'Église San Nicolò dei Mendicoli
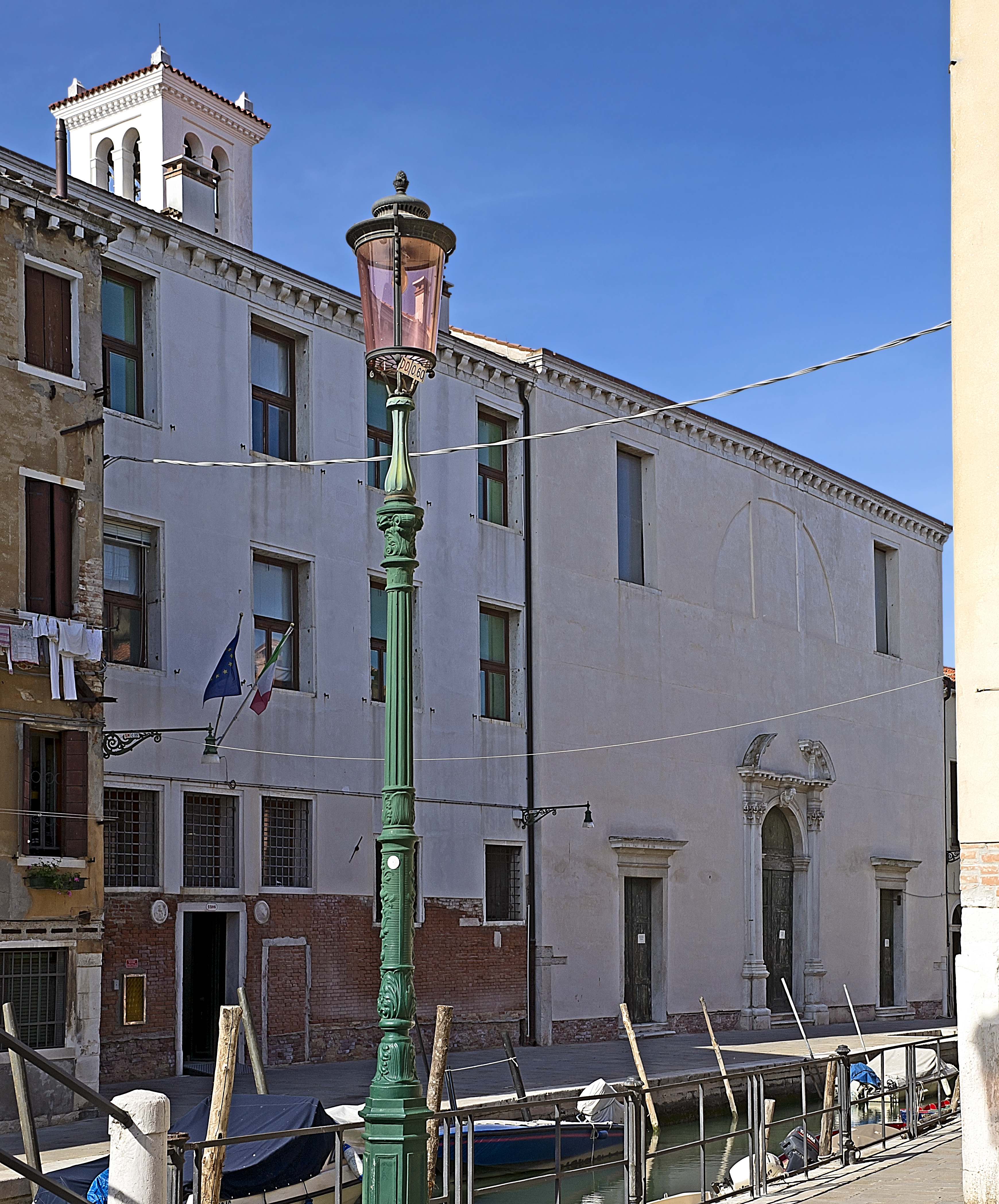
L'église delle Terese, déconsacrée
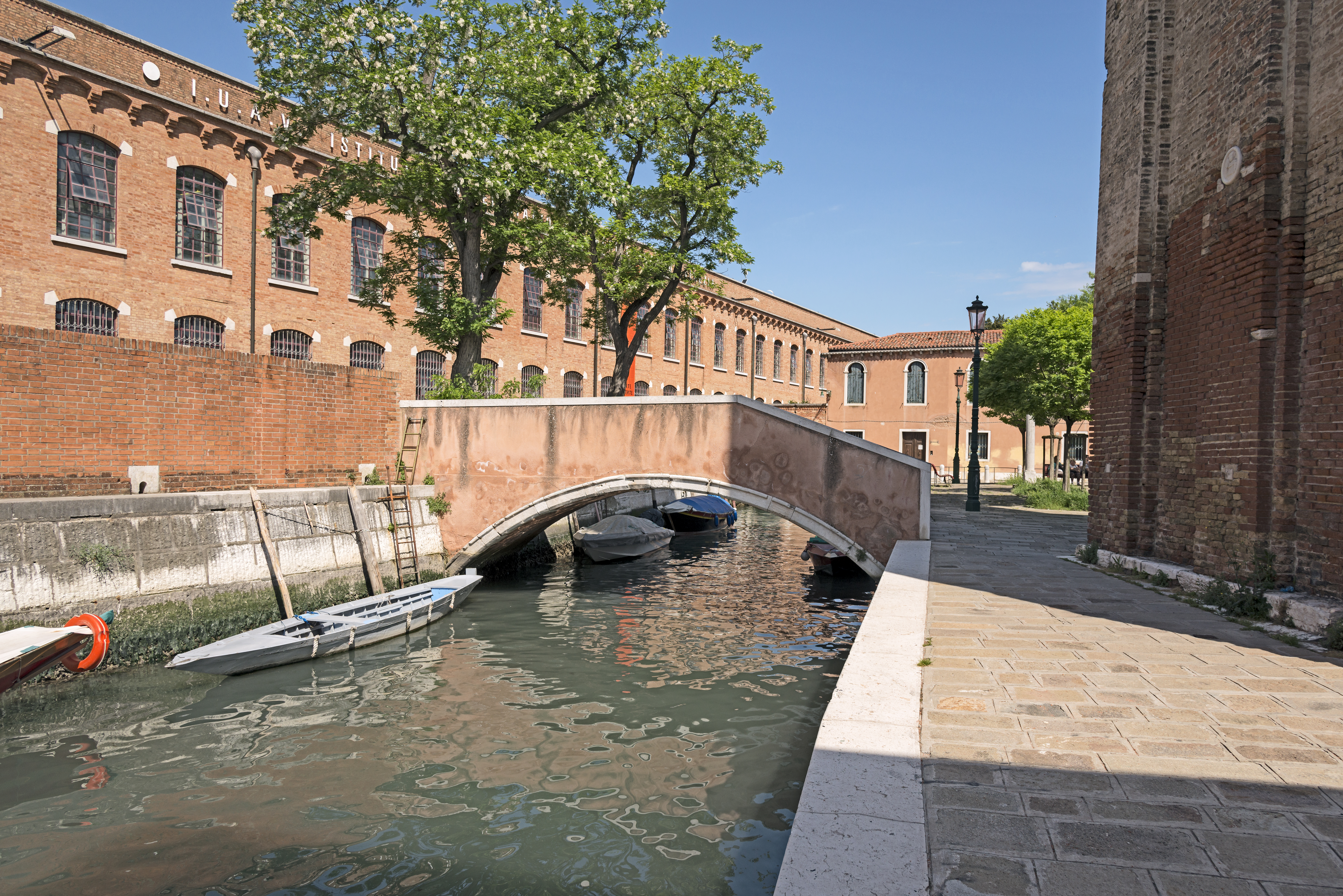
ponte dei Morti reliant l'université d'architecture à l'Église San Nicolò dei Mendicoli